# Diócesis de Linz
La diócesis de Linz (en latín: Dioecesis Linciensis y en alemán: Diözese Linz) es una circunscripción eclesiástica de la Iglesia católica en Austria. Se trata de una diócesis latina, sufragánea de la arquidiócesis de Viena. Desde el 18 de noviembre de 2015 su obispo es Manfred Scheuer.

## Territorio y organización

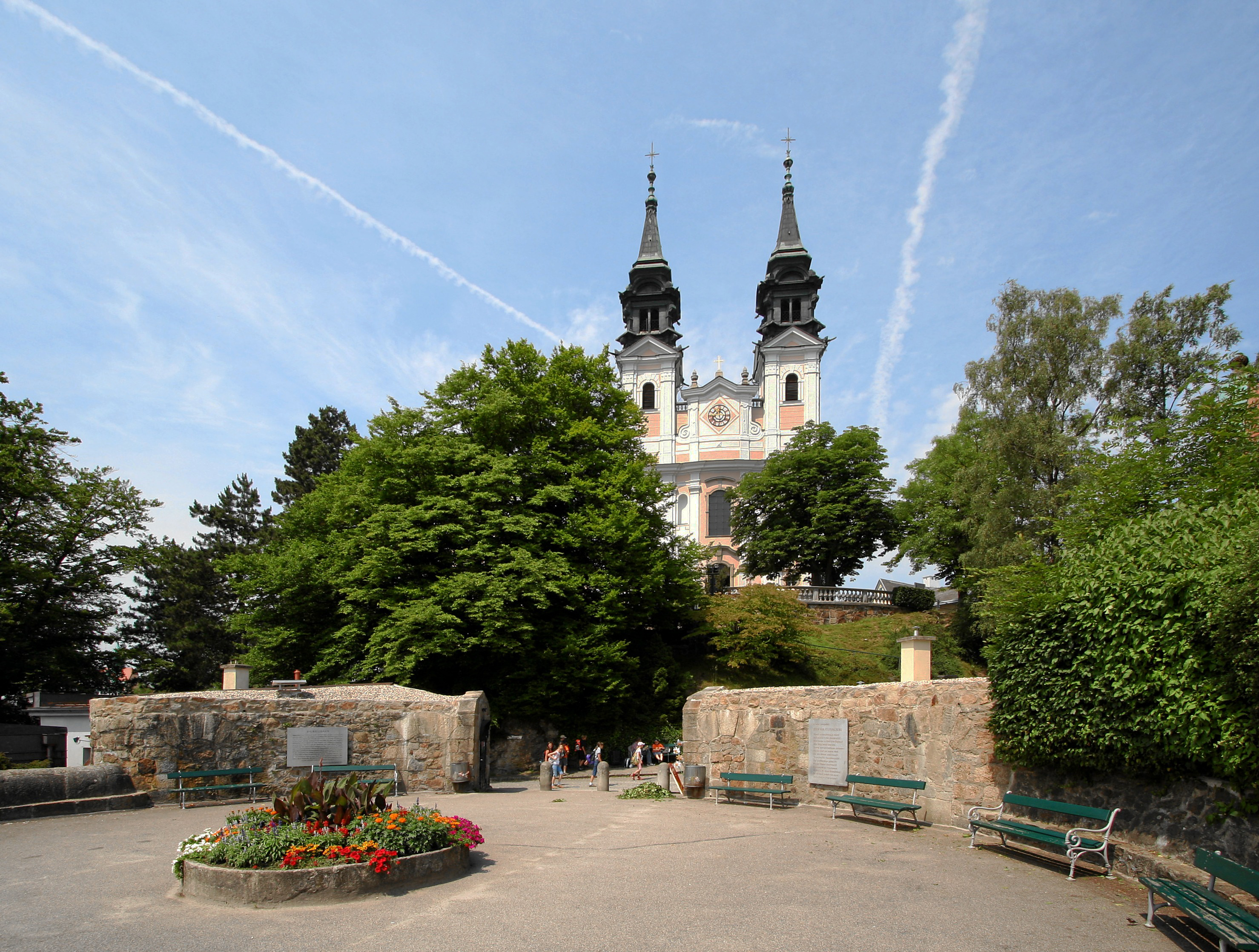
Basílica de Nuestra Señora de los Dolores, en el barrio de Pöstlingberg de Linz

La diócesis tiene 11 909 km² y extiende su jurisdicción sobre los fieles católicos de rito latino residentes en el estado de Alta Austria.

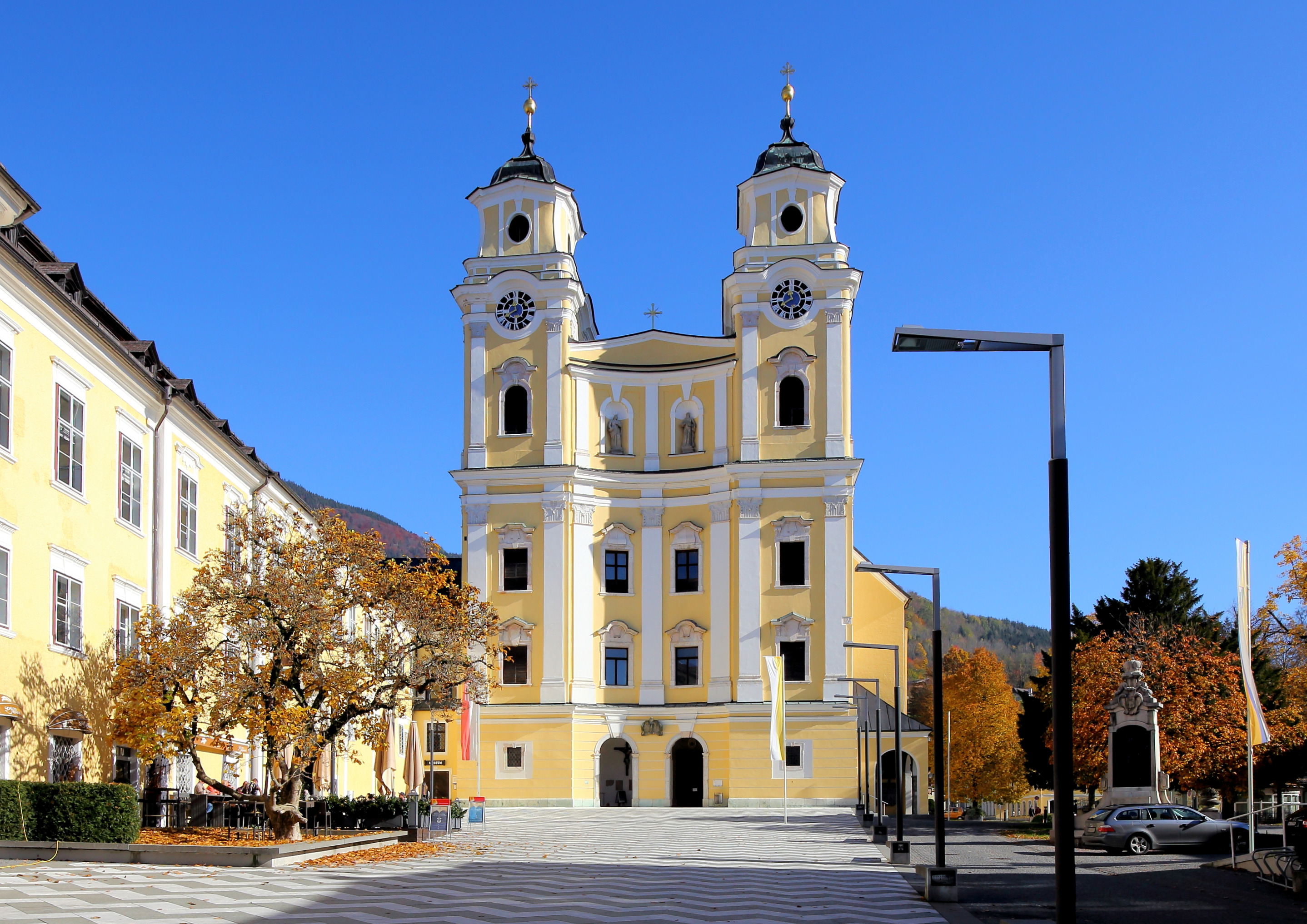
Basílica de San Miguel del monasterio de Mondsee

La sede de la diócesis se encuentra en la ciudad de Linz, en donde se halla la Catedral de la Inmaculada Concepción y la excatedral de San Ignacio. En Enns se encuentra la excatedral y basílica de San Lorenzo de la antigua arquidiócesis de Lauriaco (o de Lorch). En el territorio diocesano existen otras 4 basílicas menores: la basílica de Nuestra Señora de los Dolores en el barrio de Pöstlingberg de Linz; la basílica de San Miguel del monasterio de Mondsee; la basílica de Santa María, en Attnang-Puchheim; la basílica de San Florián de la abadía de San Florián, en St. Florian.

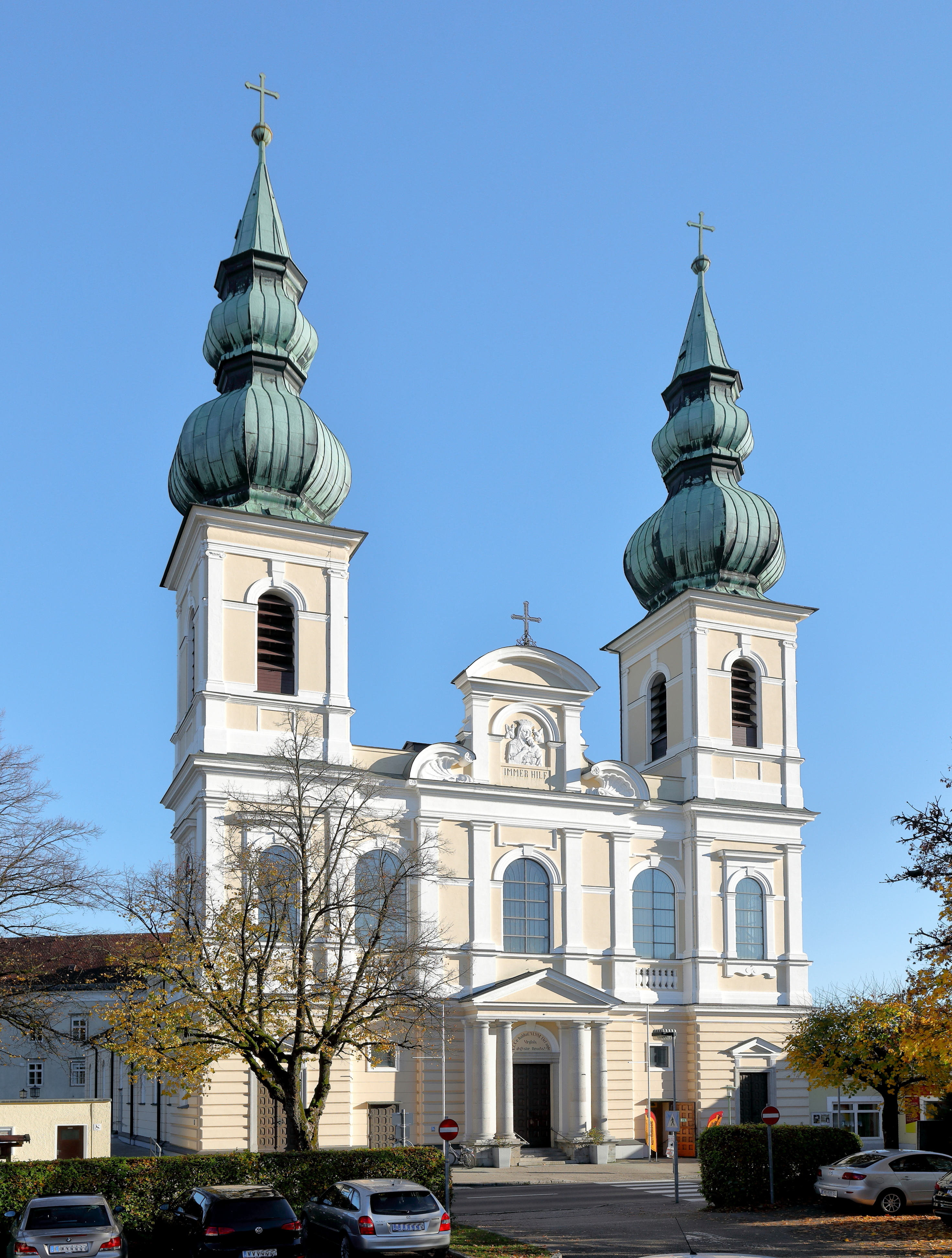
Basílica de Santa María, en Attnang-Puchheim

En 2021 en la diócesis existían 473 parroquias.

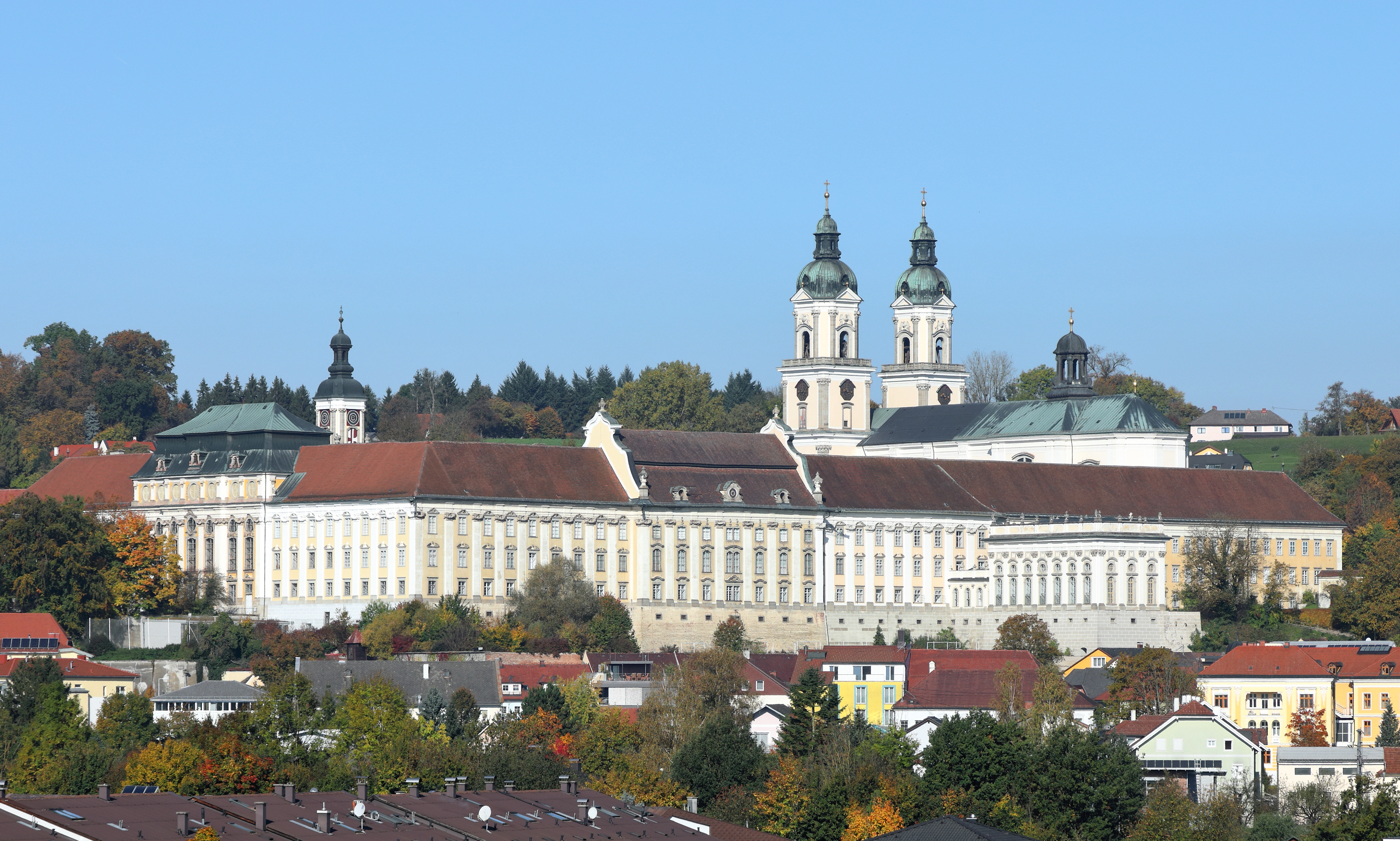
Basílica de San Florián de la abadía de San Florián

## Historia

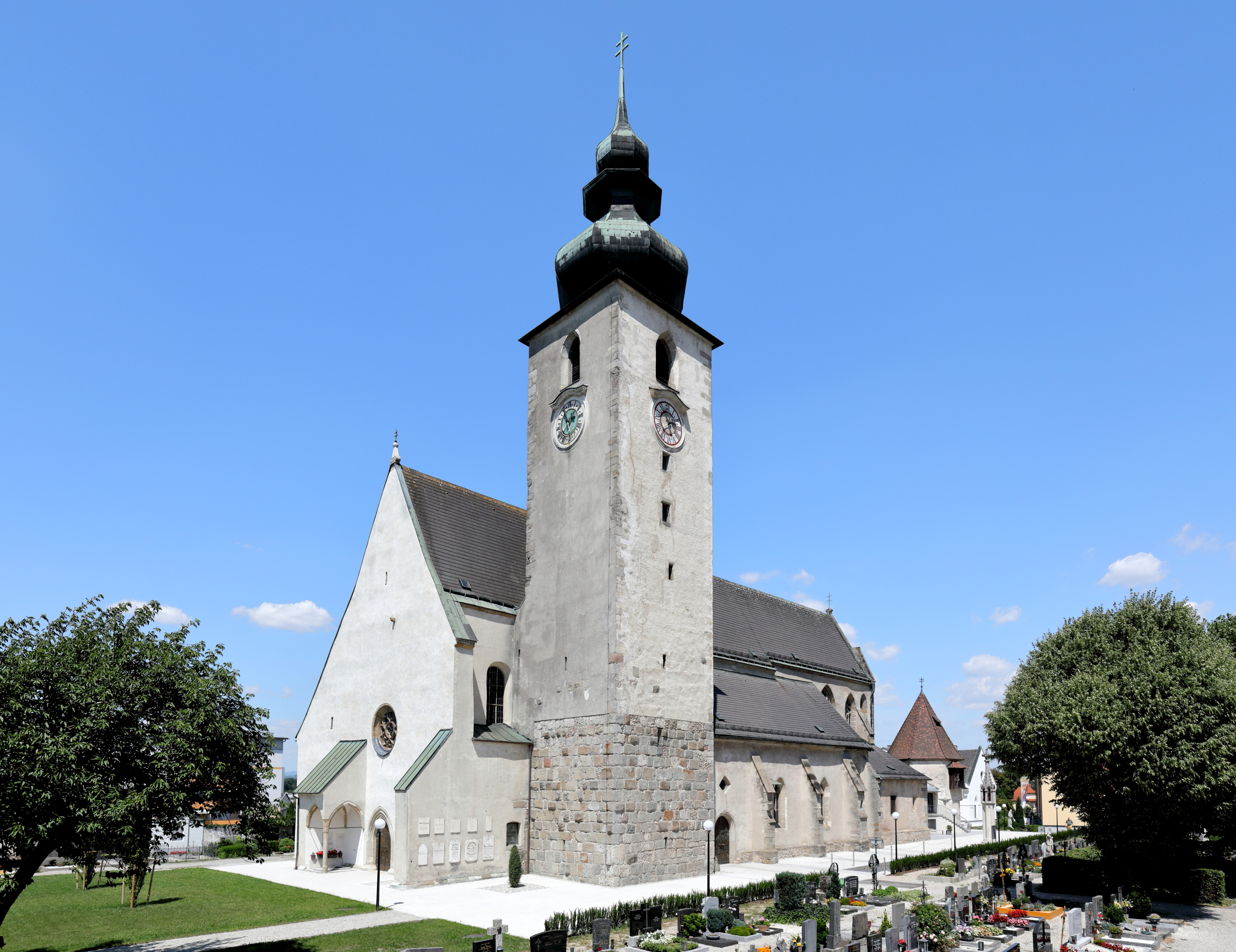
Basílica de San Lorenzo, en Enns

La diócesis fue erigida el 28 de enero de 1785 con la bula Romanus Pontifex del papa Pío VI, obteniendo el territorio de la diócesis de Passau.
El 21 de abril de 1971, con la carta apostólica Martyrum sanguinem, el papa Pablo VI confirmó a san Florián como patrono principal de la diócesis.

## Estadísticas
Según el Anuario Pontificio 2022 la diócesis tenía a fines de 2021 un total de 927 906 fieles bautizados.
| Año                                                                             | Población            | Población | Población      | Sacerdotes | Sacerdotes    | Sacerdotes    | Bautizados por sacerdote | Diáconos permanentes | Religiosos | Religiosos | Parroquias |
| Año                                                                             | Bautizados católicos | Total     | % de católicos | Total      | Clero secular | Clero regular | Bautizados por sacerdote | Diáconos permanentes | Varones    | Mujeres    | Parroquias |
| ------------------------------------------------------------------------------- | -------------------- | --------- | -------------- | ---------- | ------------- | ------------- | ------------------------ | -------------------- | ---------- | ---------- | ---------- |
| 1950                                                                            | 978 480              | 1 133 000 | 86.4           | 1154       | 692           | 462           | 847                      |                      | 750        | 2700       | 437        |
| 1970                                                                            | 1 115 281            | 1 209 181 | 92.2           | 875        | 358           | 517           | 1274                     |                      | 711        | 2713       | 462        |
| 1980                                                                            | 1 121 993            | 1 248 015 | 89.9           | 1049       | 566           | 483           | 1069                     | 6                    | 639        | 2156       | 467        |
| 1990                                                                            | 1 080 545            | 1 237 748 | 87.3           | 923        | 494           | 429           | 1170                     | 25                   | 517        | 1753       | 471        |
| 1999                                                                            | 1 085 113            | 1 388 500 | 78.2           | 806        | 457           | 349           | 1346                     | 55                   | 427        | 1352       | 471        |
| 2000                                                                            | 1 080 800            | 1 377 700 | 78.4           | 802        | 458           | 344           | 1347                     | 58                   | 426        | 1294       | 471        |
| 2001                                                                            | 1 073 800            | 1 380 000 | 77.8           | 795        | 445           | 350           | 1350                     | 63                   | 429        | 1263       | 471        |
| 2002                                                                            | 1 073 500            | 1 382 000 | 77.7           | 778        | 438           | 340           | 1379                     | 63                   | 449        | 1209       | 472        |
| 2003                                                                            | 1 070 794            | 1 386 000 | 77.3           | 763        | 431           | 332           | 1403                     | 67                   | 416        | 1163       | 472        |
| 2004                                                                            | 1 067 298            | 1 388 500 | 76.9           | 754        | 423           | 331           | 1415                     | 71                   | 431        | 1100       | 472        |
| 2013                                                                            | 1 000 314            | 1 423 000 | 70.3           | 680        | 378           | 302           | 1471                     | 111                  | 372        | 832        | 471        |
| 2016                                                                            | 991 600              | 1 440 000 | 68.9           | 625        | 353           | 272           | 1586                     | 117                  | 323        | 734        | 474        |
| 2019                                                                            | 963 820              | 1 480 000 | 65.1           | 581        | 335           | 246           | 1658                     | 137                  | 303        | 637        | 474        |
| 2021                                                                            | 927 906              | 1 493 279 | 62.1           | 542        | 310           | 232           | 1712                     | 143                  | 282        | 636        | 473        |
| Fuente: Catholic-Hierarchy, que a su vez toma los datos del Anuario Pontificio. |                      |           |                |            |               |               |                          |                      |            |            |            |

## Episcopologio
- Ernest Johann Nepomuk von Herbstein † (14 de febrero de 1785-17 de marzo de 1788 falleció)[nota 1]
- Joseph Anton Gall † (15 de diciembre de 1788- 18 de junio de 1807 falleció)
  - Sede vacante (1807-1814)
- Sigismund Ernst von Hohenwart, O.S.A. † (19 de diciembre de 1814-22 de abril de 1825 falleció)
  - Sede vacante (1825-1827)
- Gregorius Thomas Ziegler, O.S.B. † (25 de junio de 1827-15 de abril de 1852 falleció)
- Franz Joseph Rudigier † (10 de marzo de 1853-29 de noviembre de 1884 falleció)
- Ernest Maria Müller † (27 de marzo de 1885-28 de septiembre de 1888 falleció)
- Franz von Sales Maria Doppelbauer † (11 de febrero de 1889-2 de diciembre de 1908 falleció)
- Rudolf Hittmair † (14 de abril de 1909-5 de marzo de 1915 falleció)
- Johannes Evangelist Maria Gföllner † (19 de agosto de 1915-3 de junio de 1941 falleció)
  - Sede vacante (1941-1946)
- Joseph Calasanz Fließer (Fliesser) † (11 de mayo de 1946-1 de enero de 1956 renunció[nota 2])
- Franz Sales Zauner † (1 de enero de 1956 por sucesión-15 de agosto de 1980 retirado)
- Maximilian Aichern, O.S.B. (15 de diciembre de 1981-18 de mayo de 2005 renunció)
- Ludwig Schwarz, S.D.B. (6 de julio de 2005-18 de noviembre de 2015 retirado)
- Manfred Scheuer, desde el 18 de noviembre de 2015